# Église latine de Constantinople
L'Église latine de Constantinople ou Patriarcat latin de Constantinople fut une juridiction de l'Église catholique romaine établie en 1204 lors de la quatrième croisade.

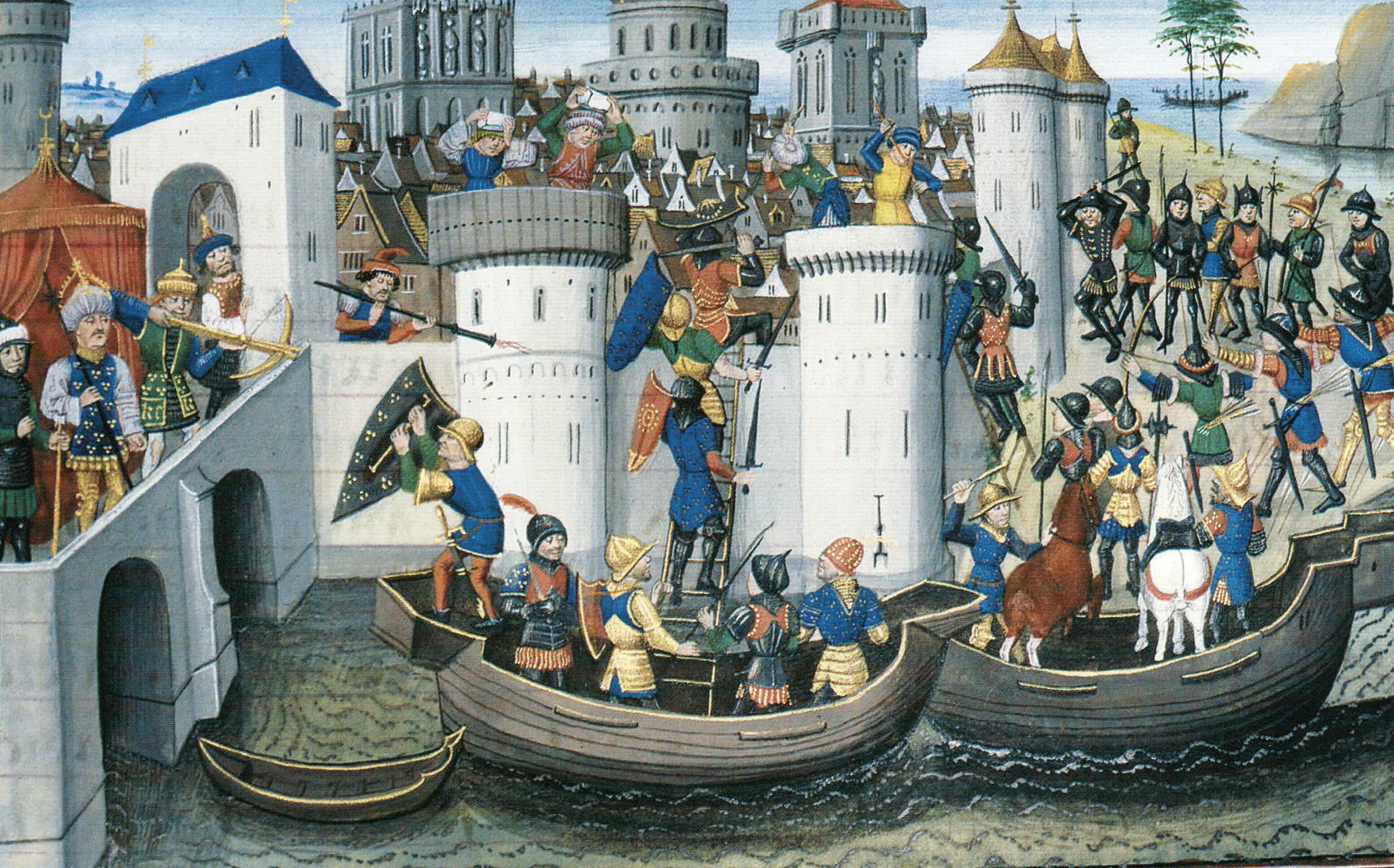
Prise de Constantinople par les Croisés en 1204